# Kamforchinon
Kamforchinon – organiczny związek chemiczny, będący chinonem kamfory. Występuje w postaci żółtego, krystalicznego ciała stałego. Stosowany jest głównie w dentystyce, gdzie w połączeniu z aminami tworzy układy inicjujące fotopolimeryzację i utwardzanie plomb.

## Otrzymywanie
Kamforchinon przemysłowo otrzymywany jest z kamfory. Reakcja polega na utlenieniu kamfory do kamforchinonu przy użyciu tlenku selenu jako stechiometrycznego utleniacza. Rozpuszczalnikiem w tej metodzie może być bezwodnik octowy, kwas octowy, bezwodnik propionowy, dioksan. Bezwodnik w czasie reakcji przekształca się w kwas pełniąc rolę katalizatora. Reakcja prowadzona jest w temperaturze wrzenia rozpuszczalnika i pozwala na otrzymanie kamforchinonu z wydajnością sięgającą 99%. Poniżej przedstawiono schemat reakcji utleniania kamfory do kamforchinonu.
W reakcji powstaje selen, który wytrąca się w postaci czarnego osadu. W produkcie końcowym poza głównym związkiem występuje szereg związków selenu, zarówno organicznych jak i nieorganicznych. Jeśli produkt będzie używany w stomatologii, z mieszaniny należy usunąć związki selenu, gdyż poza negatywnymi skutkami dla zdrowia pacjenta selen utrudnia żelowanie polimerów. Produkty uboczne usuwa się poprzez destylację kamforchinonu z parą wodną, ogrzewaniu w obecności kwasu azotowego oraz odwirowaniu.
Inna metodą otrzymywania kamforchinonu jest utlenianie bromokamfory powietrzem. Reakcję prowadzi się w obecności jodku potasu. Rozpuszczalnikiem jest DMSO, a temperatura procesu to 150 °C. W reakcji tej poza kamforchinonem powstaje ok. 6-10% bezwodnika kwasu kamforowego, który usuwa się poprzez hydrolizę 5% roztworem NaOH. Reakcja ta prowadzi do powstania kwasu kamforowego.
Kolejną metodą jest utlenianie hydroksykamfory tlenem w obecności katalizatora, jakimi są związki wanadu.